# Nunkeeling
Nunkeeling – osada w Anglii, w hrabstwie East Riding of Yorkshire. Leży 22 km na północ od miasta Hull i 269 km na północ od Londynu.